# Modiolus (période romaine)
Le modiolus dans la période romaine est un grand gobelet muni d'une petite anse, en verre ou en céramique, évasé, utilisé pour mesurer et/ou boire des liquides et/ou verser des libations.